# Pomada (grup)
Pomada fou un grup de música català de Sabadell creat l'any 1995 que estigué en actiu fins al 2004.
Estava format per Carles Belda a la trikitixa i a les veus, i Helena Casas a les veus i a la pandereta, a partir d'una trobada en un camp de refugiats de Bòsnia l'any 1995. El seu repertori era de cançons de caràcter tradicional, actualitzades amb la fusió d'altres ritmes, com la rumba, i a vegades mesclades amb ritmes i efectes electrònics. Les lletres de les seves cançons evidencien una forta implicació ideològica, i la seva música ha aportat aires nous a un gènere que s'estava quedant estancat.

## Discografia
- 1998: Folklore (en cassette)
- 2000: el disc 1 de pomada
- 2001: el disquet de pomada
- 2004: CD 2.POM (descarregable només a través d'internet)